# Noncello
Il Noncello (Nonsel in dialetto pordenonese, Nunciel in friulano standard, Nunsiel in friulano occidentale) è un fiume del Friuli, compreso interamente nella provincia di Pordenone, lungo 15 chilometri.

## Etimologia
Anticamente noto come Naone, il toponimo attuale era in origine probabilmente riferito ad uno dei suoi rami (a sua volta diminutivo del fiume principale). Stando a quanto afferma una fonte popolare, l'etimologia del termine "Noncello" è direttamente collegata a quella del suo fiume madre (il fiume dal quale provengono le sue acque), ovvero il Cellina, che per la maggior parte della sua discesa "si cela" sottoterra nei sedimenti gravosi, mentre il Noncello sorge spontaneo da terre di risorgiva e "non si cela". Nei documenti antichi compaiono entrambe le forme Naunzel e Naun.

## Percorso
Nasce a Cordenons e attraversa Pordenone, prima percorrendo a sud l'antico quartiere di Torre, e poi prosegue lasciandosi sulla sua destra il centro storico della città-capoluogo, la quale deve il proprio sviluppo al traffico fluviale che la collegava al mare Adriatico (presente sul simbolo del comune), e dunque con Venezia attraverso il percorso Noncello-Meduna-Livenza. Sia il toponimo di Pordenone (Portus Naonis "Porto del Naone") che di Cordenons (Curtis Naonis "Corte del Naone") derivano dal vecchio nome del fiume Noncello (Naone). L'idronimo potrebbe derivare dalla radice celtica nantu-, nanto- con il significato di ‘valle’, ‘ruscello’.
Sulla riva sinistra, poco più a sud dell'"imbarcadero" che si trova all'altezza del centro storico, vi è l'abitato di Vallenoncello, (quartiere periferico del capoluogo, ex comune autonomo). In quel punto il fiume divide anche gli abitati di Porcia situati sulla riva destra (Rustighiel-Portovieli-Rondover) e di Pordenone situati sulla riva sinistra (Vallenoncello), dopodiché confluisce nel fiume Meduna presso Visinale di Pasiano.
Nel tratto più vicino al centro storico della città, il fiume è circondato da una flora spontanea (salici cinerini e bianchi, pioppi, ontani) che costituiscono il Parco fluviale del Noncello (Parco Flu).

## Storia
Già in epoca romana lungo il Noncello era sorto un insediamento umano all'altezza dell'attuale frazione di Torre.
Il toponimo Naoni compare nel sigillo della città di Treviso, recante un motto del XII secolo che definiva i confini della Marca Trevigiana ("Monti, Musoni, Ponto Dominorque Naoni").
Nel XII secolo si ha la prima attestazione di un porto sul Noncello presso l'attuale centro storico. Anticamente le barche attraccavano proprio in prossimità della città, ma successivamente il porto fu spostato circa due chilometri più a valle. Nel secolo XVII la navigazione venne regolata dalla Repubblica di Venezia, che assegnò alle imbarcazioni provenienti da Pordenone l'approdo in Venezia alla "riva del carbon, dalla parte del traghetto di san Luca" (30 marzo 1616), mentre il 27 gennaio 1690, il "Collegio alla milizia da mar" destinò ai Pordenonesi la "riva del ferro vicino a Rialto".
Nel 1672 fu introdotto un regolare servizio passeggeri per Venezia, affidato per un mese successivamente a ciascuna barca della "fraglia" dei barcaioli pordenonesi. Il burchiello partiva da Pordenone il sabato e ripartiva da Venezia il martedì alle quattro di mattina, compiendo un tragitto complessivo di circa 150 chilometri. Anche il servizio postale tra Pordenone e Venezia si serviva principalmente delle vie fluviali. Il procaccia salpava da Pordenone il martedì e da Venezia il venerdì. La posta giungeva a Pordenone il sabato, che era (ed è tuttora) anche giorno di mercato.
Il commercio e il trasporto fluviale si esaurirono col decadere della potenza veneziana e con l'arrivo della ferrovia a Pordenone (1855), sebbene il trasporto fluviale sia stato parzialmente utilizzato fino alla prima metà del Novecento.